# Arumer Zwarte Hoop

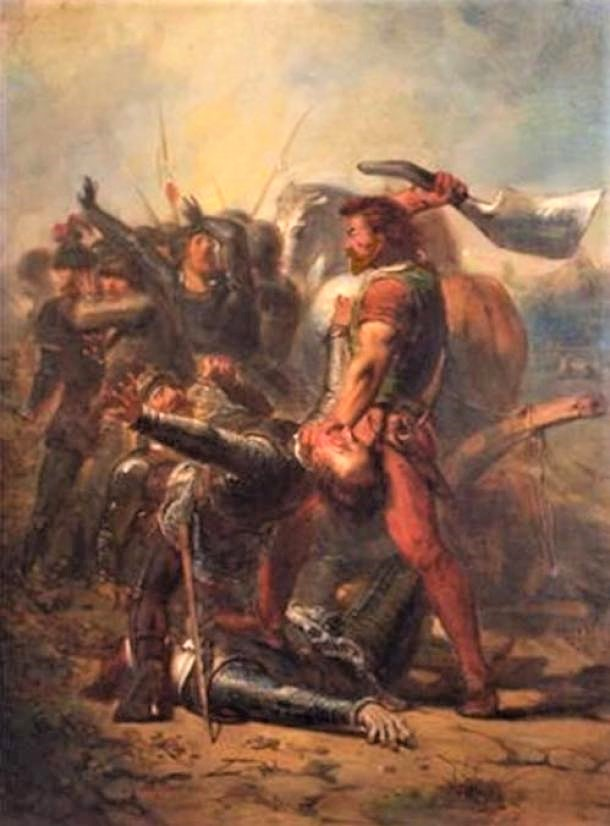
De dapperheid van Grote Pier, anno 1516, 19e-eeuws schilderij dat de strijd van Grote Pier verheerlijkt (Johannes Hinderikus Egenberger, olieverf op doek, Stadhuis Sneek)

De Arumer Zwarte Hoop (Fries: Swarte Heap) was het Friese rebellenleger dat door Pier Gerlofs Donia (bijnaam Grutte Pier, Grote Pier) werd gevormd om zich te verzetten tegen de Habsburgers en de Saksen voor een vrij Friesland, Magna Frisia.

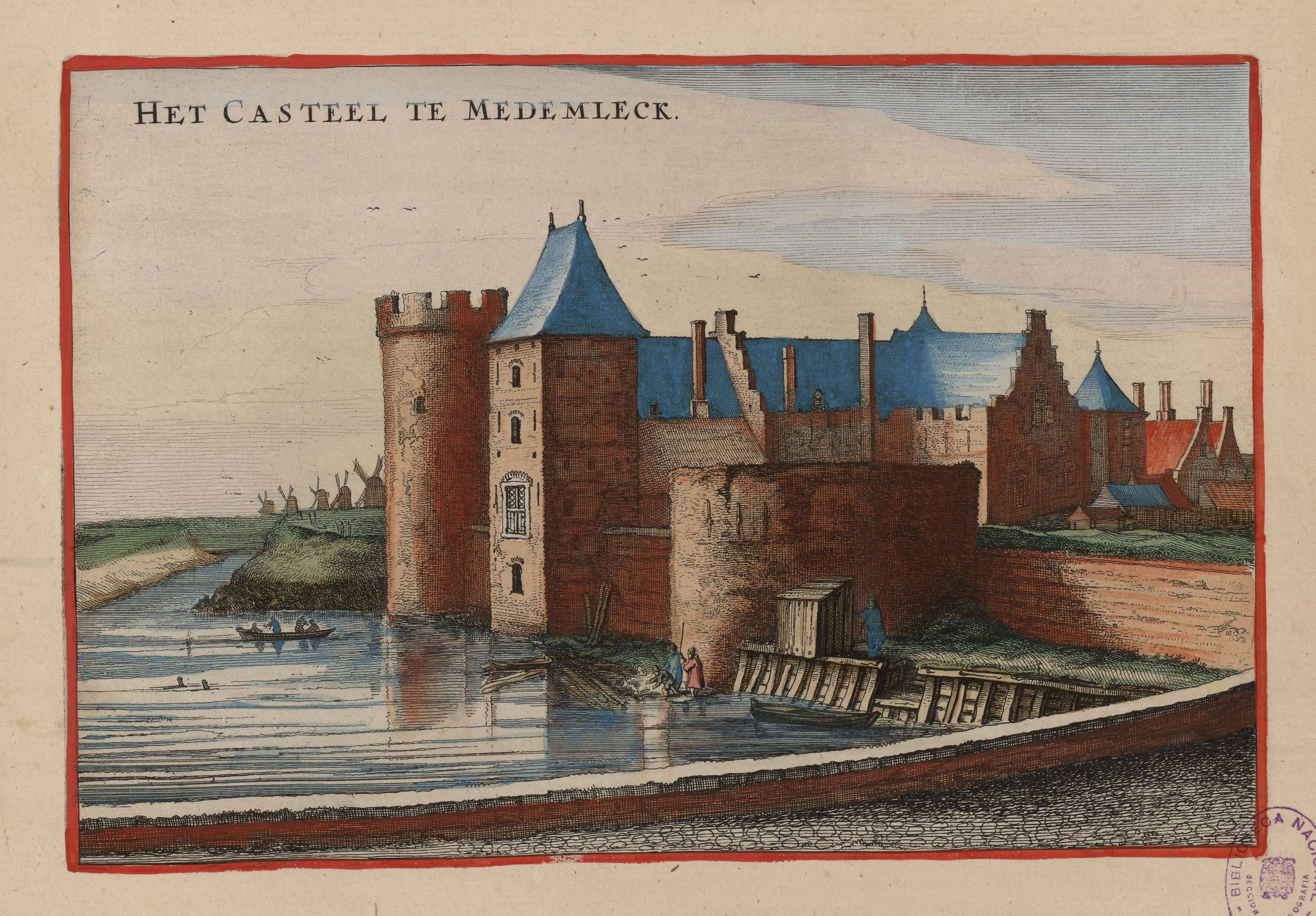
Kasteel Medemblik werd door de Zwarte Hoop belegerd in 1517

De Arumer Zwarte Hoop had de bijnaam 'de Gelderse Friezen' vanwege het grote aantal huurlingen uit Gelre dat deel uitmaakte van de strijdmacht. De benaming 'hoop' werd in die tijd vaak gebezigd zowel voor eenheden van huurlingenlegers als van boerenlegers, soms met een sterkte van enkele duizend man. Veel van hen waren verarmde edelen, boeren en buitenlui. Op zee gingen ze vaak in de piraterij, maar ook op het land hebben de rebellen van zich laten horen, met name bij het Beleg van Medemblik (1517). Hoewel zij de stad uiteindelijk door het optreden van slotvoogd Joost van Buren niet konden innemen, brachten ze Medemblik wel grote schade toe.
In 1520 stierf Grutte Pier en nam Wijerd Jelckama het bevel van de Zwarte Hoop over. Deze bestond tot 1523 toen ze definitief werden verslagen en de overgebleven leiders (waaronder Jelckama) te Leeuwarden werden onthoofd.
Op het hoogtepunt van haar macht en omvang telde de Arumer Zwarte Hoop vierduizend leden. Tijdens hun grootste zeeslag veroverden zij 28 schepen en gooiden 500 bemanningsleden overboord.